# Муканши
Муканши (каз. Мұқаншы) — село в Коксуском районе Жетысуской области Казахстана. Входит в состав Муканшинского сельского округа. Код КАТО — 194849500.

## Население
В 1999 году население села составляло 138 человек (73 мужчины и 65 женщин). По данным переписи 2009 года, в селе проживало 267 человек (130 мужчин и 137 женщин).